# Distrito de Saint-Maurice
O Distrito de Saint-Maurice é um dos 14 distritos do Cantão suíço do Valais, e que tem como capital a própria cidade de Saint-Maurice. Neste distrito do Valais, a língua oficial é o francês.
Segundo o censo de 2010, o distrito ocupa uma superfeicie de 190,62 km2, tem uma população total de 12 360 hab. o que faz uma densidade de 64,8 hab/km2. O semi-distrito é  constituído por 10 comunas .

## Comunas
O distrito de Saint-Maurice e as suas 10 comunas:
| No OCS | De Collonges ... | No OCS | ... a Vérossaz |
| ------ | ---------------- | ------ | -------------- |
| 6211   | Collonges        | 6216   | Mex            |
| 6212   | Dorénaz          | 6217   | Saint-Maurice  |
| 6213   | Evionnaz         | 6218   | Salvan         |
| 6214   | Finhaut          | 6219   | Vernayaz       |
| 6215   | Massongex        | 6220   | Vérossaz       |